# Irving Petlin
Irving Burnell Petlin, né le 17 décembre 1934 à Chicago et mort le 1er septembre 2018 à Martha's Vineyard au Massachusetts, est un artiste peintre américain qui a fait partie de l'exposition Nouvelle figuration II en 1962 à Paris.

## Biographie
Irving Petlin a participé à la création de l'affiche And babies en 1969 avec Jon Hendricks et Fraser Dougherty, tous trois membres de l'Art Workers' Coalition (AWC).

## Catalogues d'expositions
- Michel Ragon, galerie Mathias Fels, Nouvelle figuration II : Baj, Christoforou, Hultberg, Lindström, Messagier, Petlin, Pouget, Rebeyrolle, Salles, Tal Coat, galerie Mathias Fels, Paris, du 1er juin au 1er juillet 1962[2].